# Radio One
Radio One studijski je album britansko-američkog rock sastava The Jimi Hendrix Experience, objavljen nakon Hendrixove smrti 1988. godine od izdavačke kuće Rykodisc. Album se sastoji od pjesama snimljenih na brojnim nastupima za britansku TV kuću BBC 1967. godine Sve pjesme su kasnije 1998. godine objavljena na kompilaciji pod nazivom BBC Sessions.

## O albumu
Album sadrži 17 pjesama koje pokrivaju čitavu Hendrixovu karijeru. Također sadrži i neke Hendrixove najranije uspješnice kao što su "Hey Joe", "Foxy Lady", "Fire" i "Stone Free" te veliku raznovrsnost u glazbenim stilovima (rock, soul, blues).

## Popis pjesama
| 1.    | »Stone Free«                        | Jimi Hendrix                | 3:23 |
| 2.    | »Radio One«                         | Hendrix                     | 1:27 |
| 3.    | »Day Tripper«                       | John Lennon/Paul McCartney  | 3:18 |
| 4.    | »Killing Floor«                     | Howlin' Wolf                | 2:27 |
| 5.    | »Love or Confusion«                 | Hendrix                     | 2:52 |
| 6.    | »Drivin' South«                     | Hendrix                     | 4:49 |
| 7.    | »Catfish Blues«                     | Robert Petway               | 5:28 |
| 8.    | »Wait Until Tomorrow«               | Hendrix                     | 2:55 |
| 9.    | »Hear My Train a Comin'«            | Hendrix                     | 4:52 |
| 10.   | »Hound Dog« (Elvis Presley (cover)) | Jerry Leiber i Mike Stoller | 2:44 |
| 11.   | »Fire«                              | Hendrix                     | 2:39 |
| 12.   | »Hoochie Coochie Man«               | Willie Dixon                | 5:30 |
| 13.   | »Purple Haze«                       | Hendrix                     | 3:02 |
| 14.   | »Spanish Castle Magic«              | Hendrix                     | 3:06 |
| 15.   | »Hey Joe«                           | Billy Roberts               | 4:01 |
| 16.   | »Foxy Lady«                         | Hendrix                     | 2:57 |
| 17.   | »Burning of the Midnight Lamp«      | Hendrix                     | 3:42 |
| 50:12 |                                     |                             |      |

## Izvođači
- Jimi Hendrix – električna gitara, prvi vokal
- Noel Redding – bas-gitara, prateći vokal u skladbi 3
- Mitch Mitchell – bubnjevi, prateći vokal
- Paul McCartney – prateći vokal u skladbi 3
- Jimmy Leverton – prateći vokal u skladbi 11
- Trevor Burton – prateći vokal u skladbi 11

## Detalji snimanja
- Skladbe 1, 5, 15 i 16 snimljene su za BBC 13. veljače 1967. godine, London, Engleska
- Skladbe 2, 3, 8, 9 i 14 snimljene su za BBC 15. prosinca 1967. godine, Playhouse Theatre, London, Engleska
- Skladbe 4, 11 i 13 snimljene su za BBC 28. ožujka 1967. godine, Broadcasting House, London, Engleska
- Skladbe 6, 7, 10 i 17 snimljene su za BBC 6. listopada 1967. godine, Playhouse Theatre
- Skladba 12 snimljena za BBC 17. listopada 1967. godine, Playhouse Theatre

## Vanjske poveznice
- Discogs - recenzija albuma